# Franz Bächtiger
Franz Bächtiger (* 4. Oktober 1939 in Uznach; † 31. August 1999) war ein Schweizer Kulturhistoriker und Autor.

## Leben
Bächtiger wuchs in der Stadt St. Gallen im Quartier Rotmonten auf. Er besuchte die Kantonsschule am Burggraben, das damals einzige öffentliche Gymnasium im Kanton St. Gallen. Er studierte Geschichte und promovierte 1969 in München mit einer Arbeit über die Schicksalsdeutung in der deutschen Renaissancegraphik. Bächtiger wurde Konservator am Historischen Museum Bern. Zusätzlich nahm er ab 1980 einen Lehrauftrag an der Universität Bern wahr. 1981 wurde er Privatdozent für Kulturgeschichte mit besonderer Berücksichtigung der Ikonographie.
Schon 1981 konzipierte Bächtiger die Ausstellung Rudolf Minger und Robert Grimm. Der schweizerische Weg zum Sozialstaat.
Er baute in den folgenden Jahren «schweizweit die erste Sammlung zur Alltagskultur des 20. Jahrhunderts auf». Daraus entstand 1994 die viel beachtete Ausstellung Wandel im Alltag. Bächtiger legte ausserdem eine umfangreiche Sammlung politischer Karikaturen an, die heute in seinem Nachlass in der Burgerbibliothek Bern aufbewahrt sind.

## Veröffentlichungen
- Schweizer Zeichnungen im 20. Jahrhundert. Verlag The Institute, Zürich, 1971
- mit Hans Rutishauser: Dessins suisses du XXe siècle. Exposition itinérante 1971-1972. Munich, Staatliche Graphische Sammlung. Schweizerisches Institut für Kunstwissenschaft, Zürich, 1971
- mit François de Capitani: Lesen, schreiben, rechnen: die bernische Volksschule und ihre Geschichte. Eine Ausstellung im Bernischen Historischen Museum zum 150-jährigen Bestehen des Staatsseminars. Stämpfli, Bern, 1983
- mit Ulrich Imhof: Die Schweiz: illustrierte Geschichte der Eidgenossenschaft. Ed. Kürz, Küsnacht ZH, 1984
- mit Karl Zimmermann und Stefan Rebsamen: Biographien, Ausstellungskatalog. Bernisches Historisches Museum, Bern, 1995
- mit Hanns Peter Holl und J. Harald Wäber: --zu schreien in die Zeit hinein--: Beiträge zu Jeremias Gotthelf / Albert Bitzius (1797-1854). Burgerbibliothek Bern, 1997
- mit Karl Zimmermann und Martin Illi: Zwischen Entsetzen und Frohlocken: vom Ancien Régime zum Bundesstaat 1798-1848. Ein Museum vermittelt Zeugen und Überreste dieser bewegten Zeit. Chronos Verlag, Zürich, 1998.